# Сарыкамышский заказник
Сарыкамышский заказник — заказник в Туркменистане площадью 541 100 гектар.

## Общие сведения
Сарыкамышский заказник был основан в 1981 году для охраны перелётных водоплавающих птиц и входит в состав Капланкырского заповедника. На территории Сарыкамышского заказника расположена одноимённая впадина и часть древней дельты Амударьи.
Сарыкамышская впадина имеет форму плоской чаши овальной формы со сглаженным рельефом, сложенную древнеозерными отложениями – такырами и такыровидными равнинами, а также переотложенными песками, чинками и останцовыми горами. В центральной части впадины расположено Сарыкамышское озеро. С севера и запада впадина упирается в плато Устюрт.
На территории Сарыкамышского заказника находится часть ареала устюртской популяции сайгака (CR).